# Кевін Лопес де Маседо
Кевін Сантос Лопес де Маседо (порт. Kevin Santos Lopes de Macedo; 4 січня 2003) — бразильський футболіст, нападник клубу «Шахтар» (Донецьк).

## Клубна кар'єра
Вихованець клубу «Деспортіво Бразіл». 15 лютого 2020 року в матчі третього дивізіону Ліги Пауліста проти «Греміу Озаску» він дебютував за основний склад. Загалом провів у тому турнірі 4 гри.
Влітку того ж року Кевін перейшов у «Палмейрас». 1 грудня 2021 року в матчі проти «Куяби» він дебютував у бразильській Серії A, втім здебільшого грав за молодіжну команду. У січні 2023 року він допоміг «Палмейрасу U-20» виграти Кубок Сан-Паулу серед юніорів, забивши п'ять голів і віддавши п'ять результативних передач у восьми матчах, за що отримав нагороду «Гравець турніру».
19 січня 2024 року «Шахтар» офіційно оголосив про перехід футболіста.
8 березня 2024 року забив дебютний гол за Шахтар у грі проти Колоса. Матч закінчився із рахунком 3:2 на користь гірників.

## Міжнародна кар'єра
У 2023 році у складі молодіжної збірної Бразилії Кевін взяв участь у молодіжному чемпіонаті світу в Аргентині. На турнірі він зіграв у чотирьох матчах, а бразильці вилетіли у чвертьфіналі.

## Титули та досягнення
«Шахтар»
- Чемпіон України: 2023/24
- Володар Кубка України: 2023/24, 2024/25